# Emanuele Crialese
Emanuele Crialese (ur. 26 lipca 1965 w Rzymie) – włoski reżyser i scenarzysta filmowy. 

## Życiorys
Urodził się w Rzymie w sycylijskiej rodzinie adwokatów i do swoich korzeni często powracał w swoich filmach. W 1991 wyjechał - nie znając języka angielskiego - do USA, gdzie do 1995 studiował reżyserię filmową na Uniwersytecie Nowojorskim. W czasie studiów nakręcił kilka filmów krótkometrażowych. 
Niedługo potem zrealizował w Nowym Jorku swoją pierwszą fabułę Obcy w wielkim mieście (1997) w koprodukcji amerykańsko-włoskiej. Była to historia dwójki emigrantów, którzy borykają się z ciężkim losem "obcych" w wymarzonej Ameryce. Film zebrał pochlebne recenzje na Sundance Film Festival, gdzie był prezentowany w konkursie głównym. Następnie w latach 1998-2000 Crialese pracował w teatrze.
Sukcesy filmowe z prawdziwego zdarzenia pojawiły się u Crialese na początku nowego wieku. Film Respiro (2002) z Valerią Golino w roli głównej opowiadał starą sycylijską legendę o wyspie Lampedusa i otrzymał dwie nagrody na 55. MFF w Cannes. Kolejny film Złote wrota (2006) zdobył aż sześć wyróżnień na 63. MFF w Wenecji. Obraz ten poświęcony był ubogim Sycylijczykom, którzy u progu XX w. wyjechali do Ameryki w poszukiwaniu szczęścia, ale zanim otworzyły się przed nimi wrota Ziemi Obiecanej, zostali poddani drobiazgowym, często upokarzającym badaniom ich fizycznego i psychicznego zdrowia.
Późniejsza Terraferma (2011) otrzymała na 68. MFF w Wenecji drugą nagrodę w konkursie głównym, czyli Grand Prix Jury. Reżyser sportretował w niej nielegalnych imigrantów z Afryki przedzierających się do Włoch, ale skoncentrował się przede wszystkim na diagnozie swojego narodu, na przykładzie mieszkańców wyspy Linosa. Zarejestrował na taśmie proces odchodzenia tradycyjnych wartości oraz rodzenie się w ich miejsce rzeczywistości rządzonej przez głos większości i rachunek ekonomiczny.
Zasiadał w jury konkursu głównego na 64. MFF w Wenecji (2007).
Podczas 79. MFF w Wenecji (2022), gdzie w konkursie prezentuje swój autobiograficzny film Bezmiar (L'immensità) z udziałem m.in. Penélope Cruz, dokonuje publicznego coming outu w związku ze swoją tranzycją płciową.

## Filmografia

### Reżyser
- 1997: Obcy w wielkim mieście (Once We Were Strangers)
- 2002: Respiro
- 2006: Złote wrota (Nuovomondo)
- 2011: Terraferma[6][7]
- 2022: Bezmiar (L'immensità)